# Alta Carníola (região histórica)

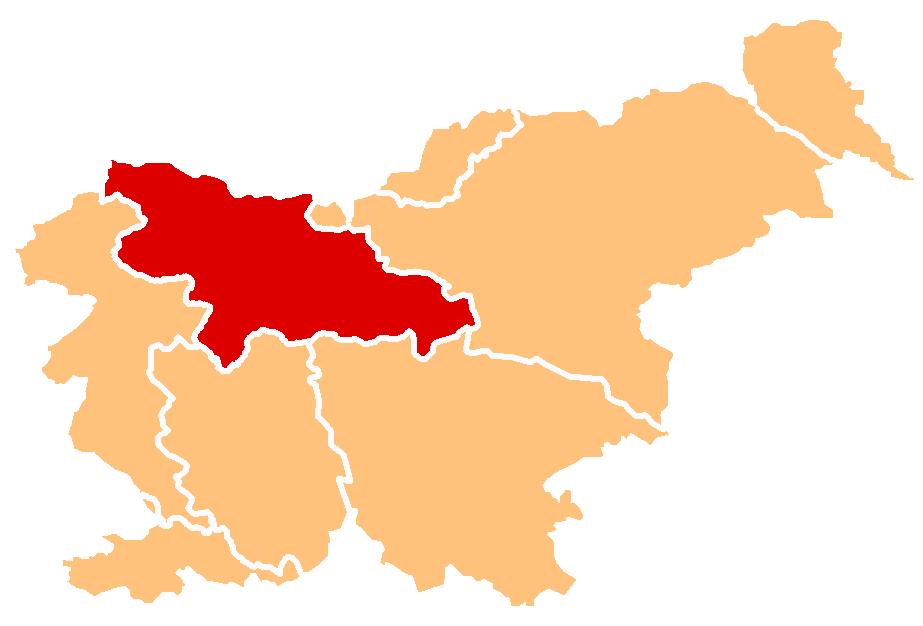
Alta Carníola destacada em vermelho.

Alta Carníola é uma região histórica da Eslovênia que fica no norte montanhoso da região da Carníola. O principal centro urbano da região é Kranj.